# Ikarus C42

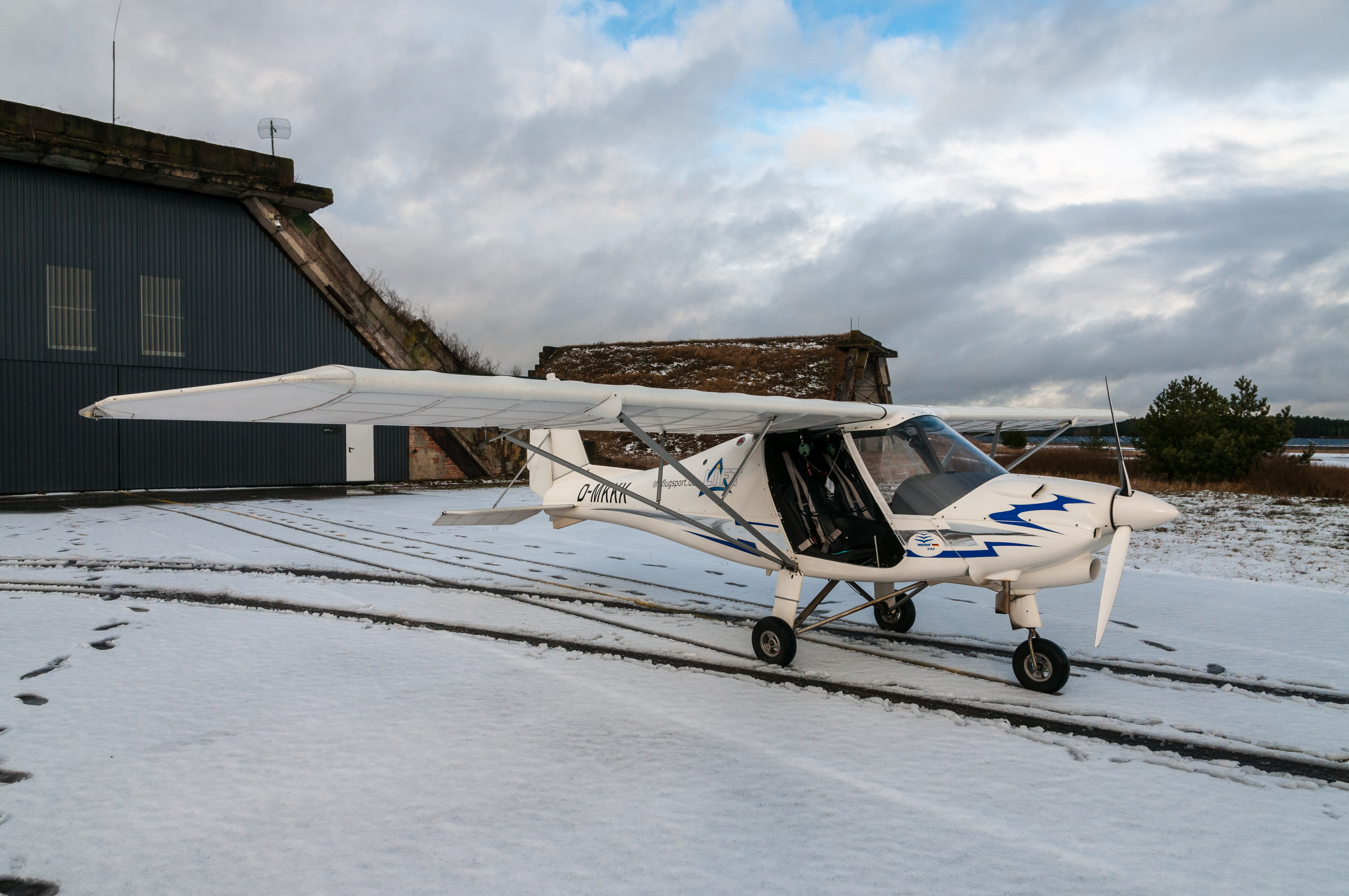
Ikarus C42 mit ausgebauter Tür für Fotoflug (2018)

Die Ikarus C42 ist ein zweisitziges Ultraleichtflugzeug der Firma Comco Ikarus GmbH in Mengen/Baden-Württemberg. Es wird seit 1996 hergestellt. Von 2009 bis 2020 war die C42 in jedem Jahr das in Deutschland meistverkaufte Ultraleichtflugzeug.
Die C42 wird vor allem als Schul- und Freizeitflugzeug eingesetzt. Sie ist auch als Schleppflugzeug von Segelflugzeugen (bis 650 kg) oder Bannern und zum Absetzen von Fallschirmspringern zugelassen. Versionen als Wasser- und Sprühflugzeug sind ebenfalls erhältlich.

## Konstruktion
Die Ikarus C42 ist ein abgestrebter Hochdecker und wird wahlweise durch einen 80- oder 100-PS-Vierzylinder-Viertakt-Boxermotor des Herstellers Rotax angetrieben. Die hohe Drehzahl des Motors wird über ein Reduktionsgetriebe (80 PS/2,27:1 oder 100 PS/2,43:1) auf den Propeller übertragen. Das Grundgerüst der Konstruktion ist eine Aluminiumröhre, die längs durch den Rumpf verläuft. Die Kabine und der Rumpf sind aus glasfaserverstärktem Kunststoff hergestellt. Die Tragflächen sind in einer Rohr-Stoff-Bauweise konstruiert. An den Tragflächenenden sind Winglets aus Carbon angebracht.

## Steuerung
Mit dem mittig zwischen den zwei Sitzen angebrachten Steuerknüppel werden die Quer- und Höhenruder betätigt. An diesem Steuerknüppel ist auch der Hebel für die Bremse angebracht. Die Trimmung des Höhenruders erfolgt wahlweise mechanisch oder elektrisch. Die Steuerung des Bugrades sowie des Seitenruders erfolgt über konventionell angeordnete Pedale. Die Motorsteuerung wird über einen Hebel zwischen den Beinen bedient. Dieser Hebel kann für bequemeres Ein- und Aussteigen umgeklappt werden. Die zweistufigen Klappen werden über einen mittig an der Decke platzierten Hebel eingerastet. Optional ist eine dreistufige elektrische Klappensteuerung erhältlich.
Eine Besonderheit ist, dass die C42 auch mit einer Behindertensteuerung ausgerüstet werden kann, welche die Steuerung des Flugzeugs ohne Einsatz der Beine erlaubt. Hierbei kommen eine modifizierte Gaswelle inklusive Gashebelverlängerung und ein zusätzlicher Seitenrudersteuerhebel zum Einsatz. Über diesen mit der linken Hand zu bedienenden Seitenrudersteuerhebel erfolgt die Steuerung des Seitenruders und des Bugrades.

## Versionen

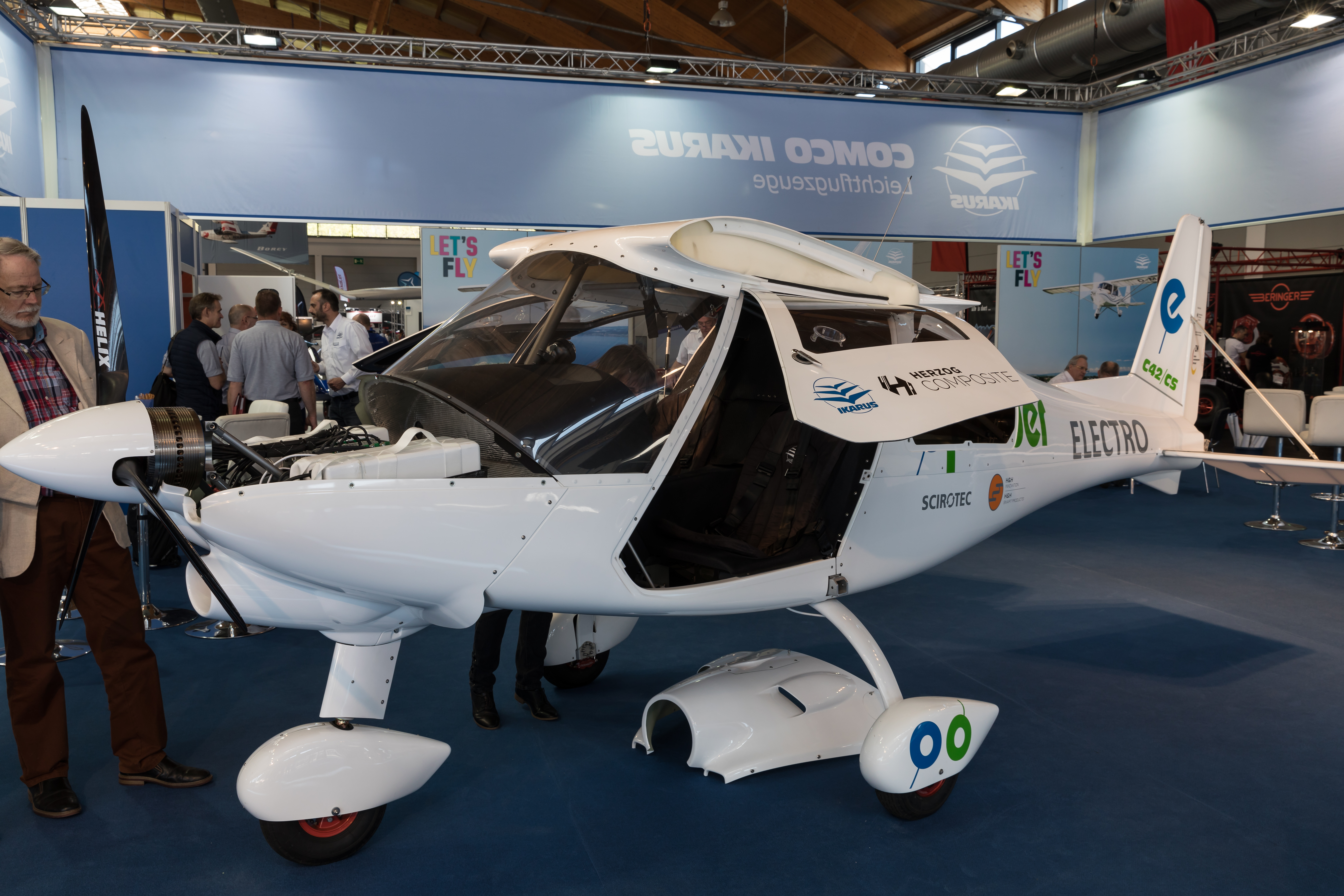
C42 CS mit Elektro-Antrieb

- C42 A
- C42 B
- C42 E
- C42 C
- C42 CS

## Zwischenfälle
- Am 23. August 2015 kollidierten bei einer Flugshow in Dittingen (Schweiz) zwei in Formation fliegende Ikarus C42. Eine der Maschinen stürzte in eine Scheune, wobei der Pilot zu Tode kam. Der Pilot der anderen Maschine überlebte dank des Gesamtrettungssystems.[4]
- Am 8. Juni 2021 stürzte eine Ikarus C 42 beim Start in Gelnhausen ab, vermutlich wegen eines technischen Defektes. Beide Insassen kamen ums Leben.[5][6]
- Am 21. August 2021 gegen 13:45 Uhr stürzte auf dem Verkehrslandeplatz Weiden/Opf. ein Ultraleichtflugzeug des Typs Ikarus C42 (Luftfahrzeugkennzeichen D-MSMA) nach einer missglückten Landung und beim Versuch, mit geöffneter Tür durchzustarten ab. Das Fluggerät prallte dabei aus einer Höhe von etwa 20 Meter auf einen befestigten Weg direkt neben dem Hangar des dort stationierten Rettungshubschraubers Christoph 80 und fing Feuer. Der 74-jährige Pilot kam dabei alleinbeteiligt ums Leben.[7][8]
- Am 9. Juni 2022 stürzte kurz nach dem Start eine C42 in ein Waldstück bei Worms. Dabei kam der 49-jährige Pilot der Maschine ums Leben.[9]
- Am 26. Juli 2022 stürzte eine Ikarus C42 auf dem Weg von Großenhain nach Wels (Österreich) nahe Neureichenau in Niederbayern im dichten Bergwald des Pleckensteiner Waldes im Länderdreieck Deutschland-Tschechien-Österreich ab. Beide Insassen kamen dabei ums Leben. Der Pilot, Eberhard Mittag, war Vorsitzender des Vereins Fernsehturm Dresden e.V.[10][11]
- Am 2. Juli 2023 brannte eine Ikarus, welche nach einem Flug auf dem Flugplatz Koblenz-Winningen abgestellt war, vollkommen aus.[12]

## Technische Daten
| Kenngröße                                                                           | C42 – 80 PS                         | C42 – 100 PS                        |
| ----------------------------------------------------------------------------------- | ----------------------------------- | ----------------------------------- |
| Triebwerk                                                                           | ein Rotax 912                       | ein Rotax 912 S                     |
| Länge                                                                               | 6,38 m                              | 6,38 m                              |
| Spannweite                                                                          | 9,40 m                              | 9,40 m                              |
| Höhe                                                                                | 2,24 m                              | 2,24 m                              |
| Flügelfläche                                                                        | 12,5 m²                             | 12,5 m²                             |
| Flügelstreckung                                                                     | 7,1                                 | 7,1                                 |
| Kabinenbreite                                                                       | 1,20 m                              | 1,20 m                              |
| Leermasse (inkl. Rettungssystem/Modell Club)                                        | ab 279 kg                           | ab 279 kg                           |
| Höchstzulässige Belastung                                                           | +4 g/−2 g                           | +4 g/−2 g                           |
| Tankinhalt (Einfachtank, max. 2 Pers.)                                              | 50 l                                | 65 l                                |
| Tankinhalt (Doppeltank, 1 Pers.)                                                    | 2× 50 l                             | 2× 65 l                             |
| Startrollstrecke                                                                    | 105 m                               | 95 m                                |
| Startstrecke gesamt – über 15 m Hindernis                                           | 245 m                               | 215 m                               |
| Steigleistung                                                                       | 4,8 m/s                             | 5,5 m/s                             |
| Reisegeschwindigkeit                                                                | 130–170 km/h                        | 130–170 km/h                        |
| Höchstzulässige Geschwindigkeit C42A C42B / C42E C42C / C42CS Bei ausgebauten Türen | 180 km/h 216 km/h 225 km/h 150 km/h | 180 km/h 216 km/h 225 km/h 150 km/h |
| Überziehgeschwindigkeit                                                             | 65 km/h                             | 65 km/h                             |
| Benzinverbrauch (im Reiseflug)                                                      | 10–12 l/h (ca. 150 km/h)            | 11–13 l/h (ca. 160 km/h)            |
| Reichweite (Einfachtank)                                                            | ca. 800 km                          | ca. 800 km                          |

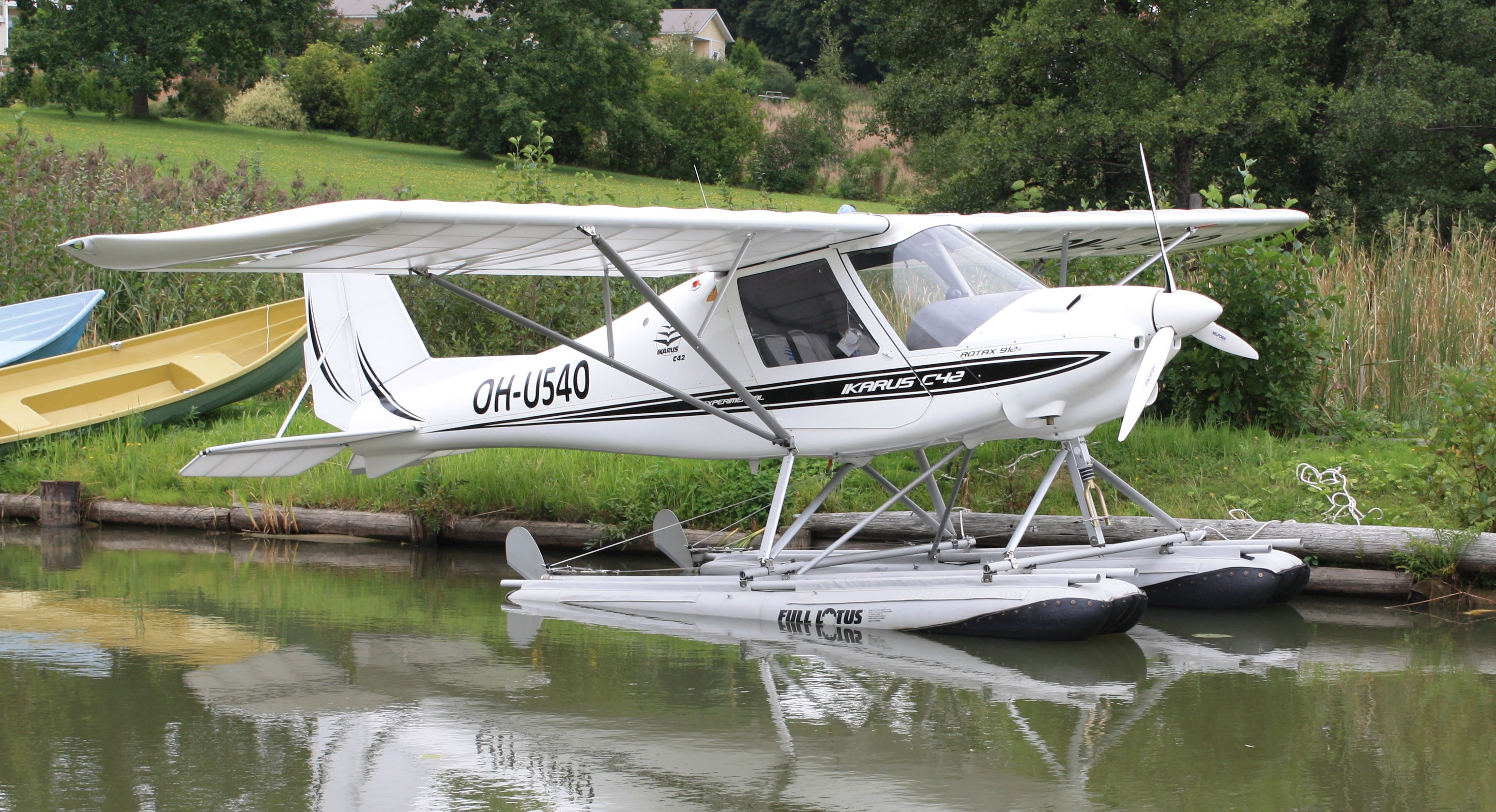
C42 mit Schwimmern

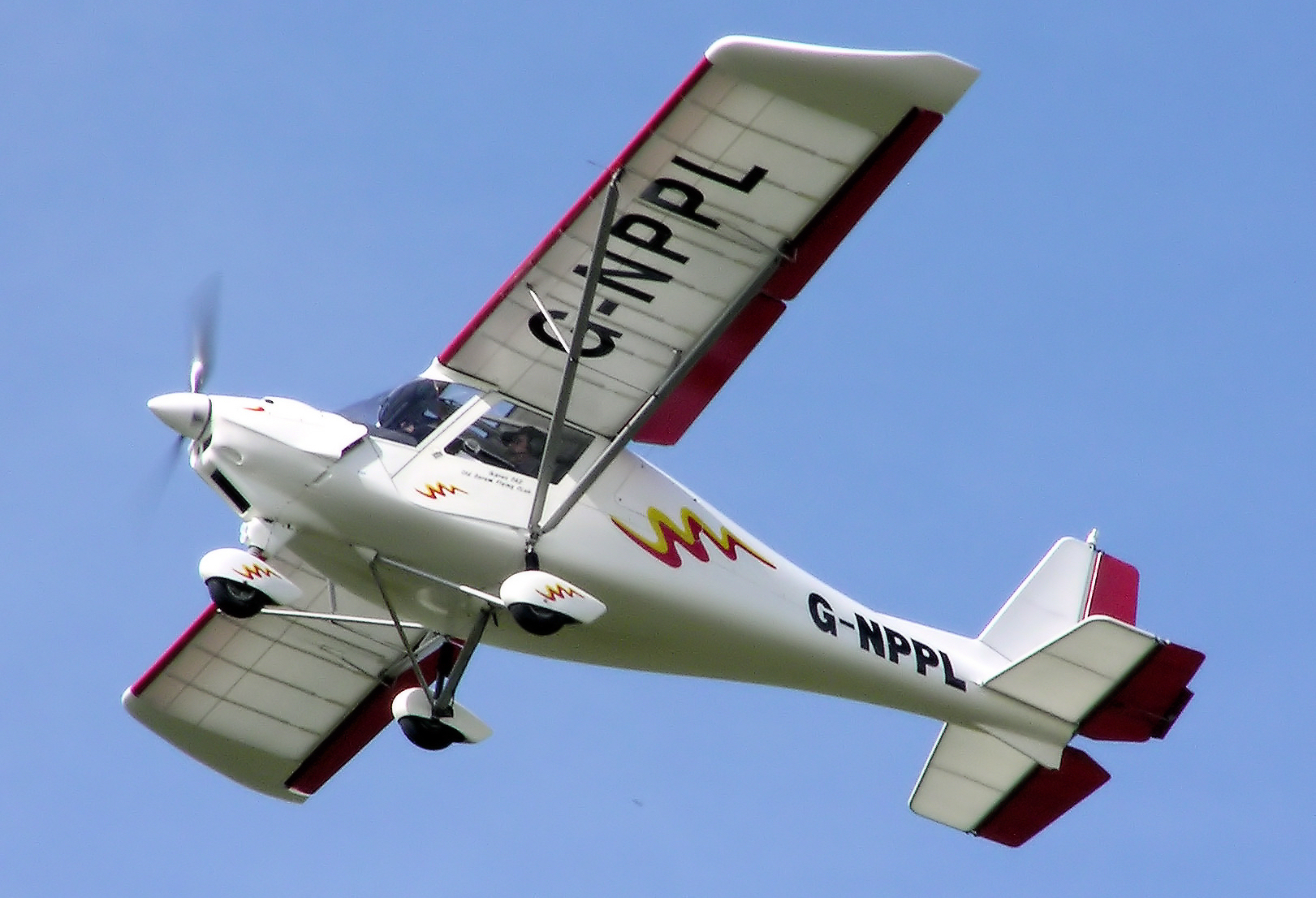
C42 im Flug

Werte beziehen sich, wo relevant, auf höchstzulässige Abflugmasse von 472,5 kg.

## Besonderheiten
In Verbindung mit dem Rotax 912 ULS (74 kW/100 PS), bestimmten 3-Blatt-Propellern und weiteren Sonderausstattungen kann die Ikarus C42 als Schleppflugzeug für Segelflugzeuge benutzt werden. Die maximale Nennbruchfestigkeit der Sollbruchstelle darf dabei 300 daN nicht übersteigen. Bannerschlepps dürfen auch mit dem kleineren Rotax 912 UL (59 kW/80 PS) durchgeführt werden.
Für Fotoflüge oder für das Absetzen eines Fallschirmspringers können entweder eine oder beide Türen ausgebaut werden, die höchstzulässige Geschwindigkeit beträgt dann allerdings nur noch 150 km/h, bei Setzen der Klappenstufe 2 können konstruktionsbedingt starke Turbulenzen im Innenraum auftreten.